# Ignaz Schuhmann
Ignaz Schuhmann (* 26. April 1909 in Hartheim; † 9. Jänner 1945 in Wien) war ein österreichischer Widerstandskämpfer gegen den Nationalsozialismus aus der zur Gemeinde Alkoven bei Linz gehörenden Ortschaft Hartheim.

## Biographie

### Leben bis 1943
Schuhmann war das zweite von neun Kindern des Landwirtehepaars Therese und Ignaz Schuhmann. Er war am elterlichen Hof in der Nähe von Schloss Hartheim tätig, zudem erlernte er den Beruf des Tischlers.
Nach einer Wanderzeit, die ihn in verschiedene Orte Oberösterreichs, nach Wien und Tirol geführt hatte, kam er 1938 wieder auf den elterlichen Hof zurück, arbeitete aber bei der Firma Neubauer in Linz. 1940 wurde er zur Wehrmacht eingezogen, aus der er am 15. Juni 1941 wegen eines schweren Unterschenkelbruches ausschied. 1943 arbeitet er als Magazineur am Umschlaglager der Eisenwerke, später am Frachtenbahnhof in Kleinmünchen-Linz. Er war Vater eines Kindes. Er stammte aus einer christlich-sozialen Familie, gehörte aber keiner Partei an und war politisch nicht aktiv.

### 1943 bis 1945
Im Hartheimer Schloss befand sich damals eine NS-Tötungsanstalt, in der hauptsächlich psychisch Kranke und behinderte Menschen durch Gas getötet wurden (siehe Aktion T4 und Aktion 14f13). Die grauenvollen Vorgänge blieben im Dorf nicht unbemerkt und so tauchten im Februar und März 1943 antinationalsozialistische Parolen auf Hauswänden in Alkoven auf.

„… Hitler ist ein Massenmörder, 5 Jahre Blutherrschaft in Österreich – jeder Österreicher kämpft heute gegen die braunen Nazi-Verbrecher!!! Er und seine Helfer müssen sterben.“

Zudem wurden Briefe mit regimekritischen Äußerungen an den Ortsgruppenleiter von Alkoven, Albert Schrott, gesandt. Die verantwortlichen Personen konnten nie eindeutig identifiziert werden. Zeitlich fallen diese Aktionen aber mit den illegalen Betätigungen von Leopold Hilgarth und Ignaz Schuhmann zusammen. Von den beiden wurden zwischen 1943 und 1944 vier Flugblätter produziert (Auflagenhöhe 50–150 Stück) und u. a. in Linz verteilt.
Die Gestapo hatte bereits im Januar 1944 von der illegalen Betätigung Wind bekommen und so kam es am 13. Juni 1944 zur Verhaftung von Hilgarth und Schuhmann und weiteren Beteiligten (Johann Keppelmüller, Karl Schuhmann). Ignaz Schuhmann und Hilgarth wurden vom Landesgericht Wien zum Tod verurteilt. Karl Schuhmann wurde wegen Beihilfe zu 10 Jahren Haft und Johann Keppelmüller zu vier Monaten Jugendgefängnis verurteilt, was durch die Untersuchungshaft bereits verbüßt war.
Die Todesurteile gegen Ignaz Schuhmann und Leopold Hilgarth wurden am 9. Jänner 1945 im Landesgericht für Strafsachen Wien durch Enthaupten mit dem Fallbeil vollstreckt. Ignaz Schuhmanns Grabstätte befindet sich auf dem Wiener Zentralfriedhof (Gruppe 40, Reihe 16, Nr. 99). In der Gruppe 40 sind viele jener Personen bestattet, die in der Zeit des Nationalsozialismus im Landesgericht für Strafsachen Wien hingerichtet wurden.

## Gedenken
2003 wurde in unmittelbarer Nähe des Hartheimer Schlosses und des Wohnhauses von Schuhmann ein Denkmal für Schuhmann und Hilgarth errichtet.